# Całki eliptyczne
Całki eliptyczne – to de facto funkcje o wartościach zdefiniowanych za pomocą całek postaci
{\displaystyle \int R(t,{\sqrt {at^{3}+bt^{2}+ct+d}})dt,\quad }lub {\displaystyle \int R(t,{\sqrt {at^{4}+bt^{3}+ct^{2}+dt+e}})dt}
gdzie {\displaystyle R} - funkcja wymierna zależna od {\displaystyle t} i {\displaystyle {\sqrt {W(t)}}}, gdzie {\displaystyle W(t)} jest wielomianem o współczynnikach rzeczywistych stopnia 3 lub 4 ({\displaystyle a,b,c,d,e} - liczby rzeczywiste).
Każdą całkę eliptyczną można sprowadzić do sumy całek: (a) wyrażonych poprzez funkcje elementarne (zawierających całki po funkcjach wymiernych) (b) całek nie wyrażających się przez funkcje elementarne, mających trzy możliwe postacie (patrz niżej), nazywanych całkami 1., 2. i 3. rodzaju. Twierdzenia tego dowiódł Liouville.
Gdy {\displaystyle W(t)} ma pierwiastki jednokrotne, to całki powyższe nie dają się sprowadzić do funkcji elementarnych. Całki, które da się wyrazić za pomocą funkcji elementarnych, nazywa się pseudoeliptycznymi. Jest tak, gdy wielomian {\displaystyle W(t)} ma pierwiastki dwu- i więcej krotne oraz {\displaystyle R} nie zawiera nieparzystych potęg {\displaystyle {\sqrt {W(t)}}}.
Wyróżnia się całki eliptyczne niezupełne i zupełne (te ostatnie będące szczególnym przypadkiem całek niezupełnych). Szczególnie ważne i często używane są całki 1. i 2. rodzaju.
Całki eliptyczne odkryli i badali Giulio Fagnano i Leonhard Euler (ok. 1750) zajmując się m.in. problemem wyznaczenia długości łuku elipsy. Stąd pochodzi nazwa tych funkcji.

## Całki eliptyczne niezupełne
Całki eliptyczne niezupełne to funkcje zdefiniowane poprzez całki oznaczone, gdzie całkowanie jest w granicach od 0 do {\displaystyle \psi ,} przy czym {\displaystyle \psi } jest dowolną liczbą rzeczywistą, {\displaystyle \psi \in (-\infty ,+\infty ).} Wyróżnia się dwie równoważne postacie tych całek – Jakobiego i Legendre’a.

### Całki eliptyczne niezupełne w postaci Jacobiego
Niech {\displaystyle \psi \in (-\infty ,+\infty )}. Definiuje się całki:
- {\displaystyle F(k,\psi )=\int \limits _{0}^{\sin \psi }{\frac {dt}{\sqrt {\left(1-t^{2}\right)\left(1-k^{2}t^{2}\right)}}}\,,\qquad (k^{2}<1)} – całka eliptyczna niezupełna 1. rodzaju,
- {\displaystyle E(k,\psi )=\int \limits _{0}^{\sin \psi }{\frac {\left(1-k^{2}t^{2}\right)dt}{\sqrt {\left(1-t^{2}\right)\left(1-k^{2}t^{2}\right)}}}\,,\qquad (k^{2}<1)} – całka eliptyczna niezupełna 2. rodzaju,
- {\displaystyle \Pi (n;k,\psi )=\int _{0}^{\sin \psi }{\frac {dt}{\left(1-nt^{2}\right){\sqrt {\left(1-t^{2}\right)\left(1-k^{2}t^{2}\right)}}}}\,,\qquad {}} {\displaystyle (k^{2}<1,n} – dowolna liczba rzeczywista {\displaystyle )} – całka eliptyczna niezupełna 3. rodzaju.

### Całki eliptyczne niezupełne w postaci Legendre’a

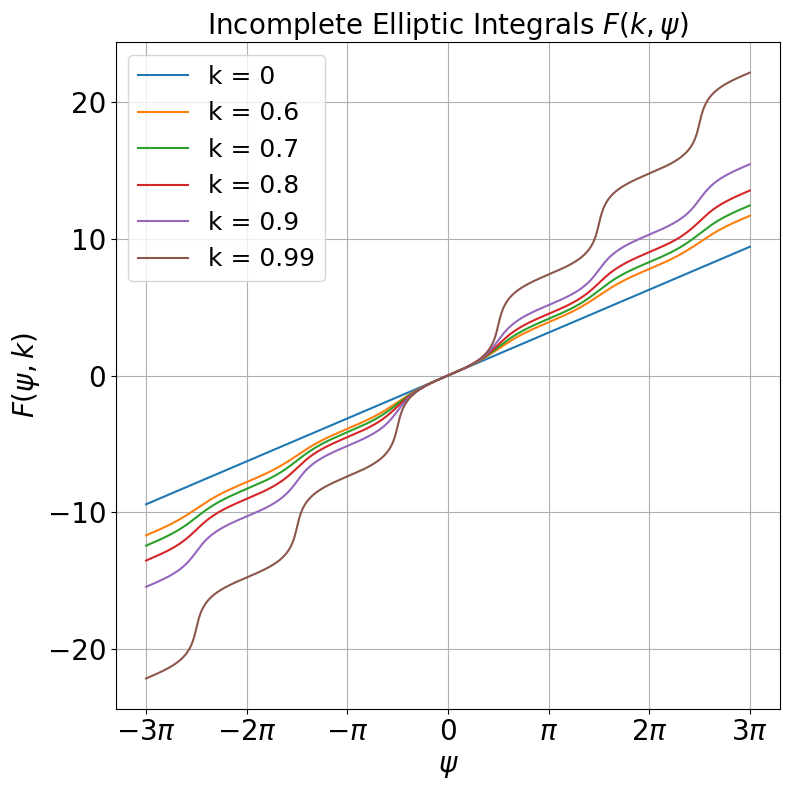
Wykresy całek eliptycznych niezupełnych 1. rodzaju dla dla wybranych wartości modułu. Widać, że całki te rosną ze wzrostem ; dla mają wartości ujemne, mimo że funkcje podcałkowe zawsze mają wartości dodatnie.

Legendre zastosował podstawienie {\displaystyle t=\sin \phi } w całkach postaci Jacobiego, dzięki czemu całki te przyjęły prostszą postać:
- {\displaystyle F(k,\psi )=\int \limits _{0}^{\psi }{\frac {d\phi }{\sqrt {\left(1-k^{2}\sin ^{2}\phi \right)}}}\,,\qquad (k^{2}<1)} – całka eliptyczna niezupełna 1. rodzaju,
- {\displaystyle E(k,\psi )=\int \limits _{0}^{\psi }{\sqrt {\left(1-k^{2}\sin ^{2}\phi \right)}}\;d\phi \,,\qquad (k^{2}<1)} – całka eliptyczna niezupełna 2. rodzaju,
- {\displaystyle \Pi (n;k,\psi )=\int \limits _{0}^{\psi }{\frac {d\phi }{\left(1-n\sin ^{2}\phi \right){\sqrt {\left(1-k^{2}\sin ^{2}\phi \right)}}}}\,,\qquad } {\displaystyle (k^{2}<1,n} – dowolna   liczba rzeczywista {\displaystyle )} – całka eliptyczna niezupełna 3. rodzaju.

Parametr {\displaystyle k} występujący w funkcjach {\displaystyle F,E,\Pi } nazywany jest modułem. Parametr {\displaystyle n} całki {\displaystyle \Pi (n;k,\psi )} nazywany jest charakterystyką – może przyjmować dowolne wartości niezależnie od innych parametrów.

## Własności całek eliptycznych niezupełnych 1. rodzaju

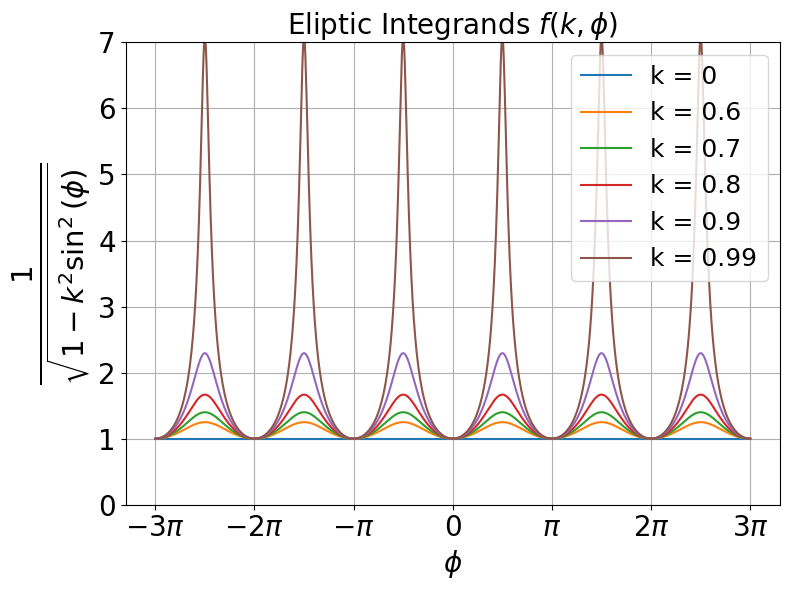
Wykresy funkcji podcałkowych całek 1. rodzaju w postaci Legendre'a dla różnych wartości modułu Widoczna jest okresowość tych funkcji z okresem oraz dodatnia określoność, skąd wynika szereg ich własności.

Wartości całek eliptycznych niezupełnych {\displaystyle F(k,\psi ),} {\displaystyle E(k,\psi )} oraz {\displaystyle \Pi (n;k,\psi )} można obliczyć numerycznie. Dostępne są też kalkulatory online (por. Linki zewnętrzne – na końcu artykułu).
Opierając się na definicji całek eliptycznych 1. rodzaju łatwo wykazać kolejno inne własności, słuszne dla dowolnej wartości zmiennej {\displaystyle \psi } oraz dowolnej wartości modułu {\displaystyle k}:
Tw. 1 Całki eliptyczne 1. rodzaju {\displaystyle F(k,\psi )} są funkcjami rosnącymi w całej dziedzinie {\displaystyle \psi \in (-\infty ,+\infty )} dla dowolnej wartości modułu k. 
Tw. 2 {\displaystyle F(k,\psi +\pi )=F(k,\pi )+F(k,\psi )}
Tw. 3 {\displaystyle F(k,-\psi )=-F(k,\psi )}
Tw. 4 {\displaystyle F(k,\pi )=2F(k,{\tfrac {\pi }{2}})=2K(k)}
Tw. 5 {\displaystyle F(k,\psi +n\pi )=F(k,\psi )+nF(k,\pi )=F(k,\psi )+n\cdot 2K(k)}
gdzie: {\displaystyle n=0,\pm 1,\pm 2,\cdots }, {\displaystyle K(k)=F(k,{\tfrac {\pi }{2}})} - cała eliptyczna zupełna 1. rodzaju.
Komentarze:
1. Własność wyrażoną w Tw. 1 ilustrują pokazane tu wykresy całek {\displaystyle F(k,\psi )} dla {\displaystyle \psi \in <-3\pi ,3\pi >} i różnych wartości {\displaystyle k.}
2. Własności wyrażone w Tw. 2-5 można odczytać z wykresów funkcji podcałkowych {\displaystyle f(k,\phi )={\tfrac {1}{\sqrt {(1-k^{2}\sin ^{2}(\phi )}}}} całek eliptycznych 1. rodzaju:
(a) Dla dowolnej wartości modułu {\displaystyle k} funkcje podcałkowe są okresowe z okresem  {\displaystyle T=\pi }; ponieważ wartość całki jest równa wielkości pola powierzchni pod wykresem funkcji podcałkowej (por. interpretacja geometryczna całki Riemanna), to każde zwiększenie argumentu całki o {\displaystyle T=\pi } powoduje wzrost wartości całki o identyczną wartość; stąd wynika Tw. 2.  
(b) Tw. 3 wynika wprost z definicji całki: {\displaystyle F(k,-\psi )=\int \limits _{0}^{-\psi }{\tfrac {d\phi }{\sqrt {\left(1-k^{2}\sin ^{2}\phi \right)}}}}. Podstawiając {\displaystyle u=-\psi } otrzymamy {\displaystyle du=-d\psi } oraz zmienią się granice całowania, tak że: {\displaystyle F(k,-\psi )=\int \limits _{0}^{-\psi }{\tfrac {d\phi }{\sqrt {\left(1-k^{2}\sin ^{2}\phi \right)}}}=-\int \limits _{0}^{\psi }{\tfrac {du}{\sqrt {\left(1-k^{2}\sin ^{2}u\right)}}}=-F(k,\psi )}
(c) Wartość całki oznaczonej {\displaystyle F(k,\pi )} jest równa polu powierzchni pod wykresem funkcji podcałkowej {\displaystyle f(k,\phi )} w zakresie od 0 do {\displaystyle \pi }; z symetrii wykresu w tym zakresie widać, że {\displaystyle F(k,\pi )=2F(k,{\tfrac {\pi }{2}})}, gdzie {\displaystyle F(k,{\tfrac {\pi }{2}})\equiv K(k)} jest całką eliptyczną zupełną 1. rzędu (por. definicję niżej) - jest to treścią Tw. 4.  
(d) Tw. 5 wynika z wielokrotnego zastosowania Tw. 2 i 3.
Uwaga:
Wartość całki {\displaystyle F(k,\psi )} jest ujemna dla {\displaystyle \psi <0}, pomimo że funkcja podcałkowa ma wartości dodatnie. Fakt ten wynika stąd, że górna granica całkowania jest w tym wypadku mniejsza niż dolna. Ma to zastosowanie np. w fizyce do wyznaczenie ruchu wahadła, gdzie kątom odchylenia wahadła od pionu w lewo nadaje się wartości z przeciwnymi znakami niż dla odchyleń w prawo (np. {\displaystyle \psi <0} dla odchyleń w lewo, {\displaystyle \psi >0} dla odchyleń w prawo). 

## Całki eliptyczne zupełne

Wykres wartości całki eliptycznej zupełnej 1. rodzaju w zależności od wartości

Wykres wartości całki eliptycznej zupełnej 2. rodzaju w zależności od wartości

Wykresy wartości całek eliptycznych zupełnych 3. rodzaju w zależności od dla kilku ustalonych wartości parametru

Całki eliptyczne zupełne są szczególnym przypadkiem całek niezupełnych {\displaystyle F(k,\psi ),E(k,\psi )} oraz {\displaystyle \Pi (n;k,\psi )} – oblicza się je podstawiając {\displaystyle \psi =\pi /2.} Niżej podano je w postaci Legendre’a.
- {\displaystyle K(k)=F\left(k,{\frac {\pi }{2}}\right)=\int \limits _{0}^{\pi /2}{\frac {d\phi }{\sqrt {\left(1-k^{2}\sin ^{2}\phi \right)}}}\,,\qquad (k^{2}<1)} – całka eliptyczna zupełna 1. rodzaju,
- {\displaystyle E(k)=E\left(k,{\frac {\pi }{2}}\right)=\int \limits _{0}^{\pi /2}{\sqrt {\left(1-k^{2}\sin ^{2}\phi \right)}}\;d\phi \,,\qquad (k^{2}<1)} – całka eliptyczna zupełna 2. rodzaju,
- {\displaystyle \Pi (n;k)=\int _{0}^{\frac {\pi }{2}}{\frac {d\phi }{\left(1-n\sin ^{2}\phi \right){\sqrt {1-k^{2}\sin ^{2}\phi }}}}\,,\qquad (k^{2}<1)} – całka eliptyczna zupełna 3. rodzaju

Czasami całki 3. rodzaju definiuje się z odwrotnym znakiem stojącym przed parametrem {\displaystyle n{:}}
- {\displaystyle \Pi (n;k)=\int _{0}^{\frac {\pi }{2}}{\frac {d\phi }{\left(1+n\sin ^{2}\phi \right){\sqrt {1-k^{2}\sin ^{2}\phi }}}},\quad (k^{2}<1)\quad {}}

## Wartości całek eliptycznych zupełnych. Monotoniczność
Wartości całek eliptycznych zupełnych {\displaystyle K(k),} {\displaystyle E(k)} oraz {\displaystyle \Pi (n,k)} są stabelaryzowane (por. Tabela całek niżej); można je też znaleźć w niektórych tablicach matematycznych. Dostępne są też kalkulatory online (por. Linki zewnętrzne – na końcu artykułu).
Na przedstawionych tu wykresach wykreślono wartości całek eliptycznych dla {\displaystyle k\in <0,1).} Z definicji tych całek oraz z wykresów widać, że całka zupełna 1. rodzaju rośnie ze wzrostem {\displaystyle k} od wartości {\displaystyle K(0)={\frac {\pi }{2}}\approx 1{.}57} do {\displaystyle K(1)=+\infty }. Całka eliptyczna 2. rodzaju maleje ze wzrostem {\displaystyle k} od wartości {\displaystyle E(0)={\frac {\pi }{2}}\approx 1{.}57}  do{\displaystyle E(1)=1.}
Monotoniczność tych całek wynika wprost z zależności funkcji podcałkowych od parametru {\displaystyle k{:}} dla całki {\displaystyle K(k)} funkcja podcałkowa rośnie ze wzrostem {\displaystyle k,} a dla całki {\displaystyle E(k)} funkcja podcałkowa maleje ze wzrostem {\displaystyle k.}
Całka zupełna 3. rodzaju a) dla {\displaystyle k\neq 1} rośnie ze wzrostem {\displaystyle k} dla {\displaystyle n<1} i maleje ze wzrostem {\displaystyle k} dla {\displaystyle n>1} b) dla {\displaystyle k=1} rozbiega się do nieskończoności dla wszystkich wartości {\displaystyle n.}
Uwaga:
Wykresy całek wykreślone w całym zakresie wartości {\displaystyle k\in (-1,1)} są symetryczne względem osi {\displaystyle OY,} co wynika z definicji całek: wszystkie całki zależą od {\displaystyle k^{2},} więc mają tę samą wartość dla {\displaystyle k} i {\displaystyle -k.} Wynika stąd, że jeśli dla {\displaystyle k\in <0,1)} funkcja jest rosnąca, to dla {\displaystyle k\in (-1,0>} jest malejąca i na odwrót.

## Zastosowania całek eliptycznych

### Całka eliptyczna 1. rodzaju

#### Obliczanie okresu drgań wahadła
Okres drgań wahadła matematycznego jest proporcjonalny do całki eliptycznej zupełnej 1. rodzaju, tj. {\displaystyle T\sim K(k),} gdzie {\displaystyle k=\sin({\tfrac {\theta _{0}}{2}})} zależy od amplitudy drgań wahadła {\displaystyle \theta _{0};} dokładnie mamy:
{\displaystyle T(\theta _{0})=4{\sqrt {\frac {\ell }{g}}}\,\cdot K\left(\sin {\frac {\theta _{0}}{2}}\right),}
gdzie {\displaystyle \ell } – długość wahadła, {\displaystyle \theta _{0},} {\displaystyle g} – przyspieszenie ziemskie.
Z wartości całki {\displaystyle K(k)} wynika (por. Tabela całek niżej), że dla małych amplitud drgań {\displaystyle K(\sin \theta _{0}/2)\approx K(0)=\pi /2,} co daje wynik {\displaystyle T_{0}=2\pi {\sqrt {\ell /g}}} – okres drgań nie zależy od amplitudy (izochronizm odkryty przez Galileusza). Jednak ze wzrostem amplitudy okres drgań rośnie. Np. dla {\displaystyle \theta _{0}=90^{\circ }} mamy (por. Tabela całek niżej) {\displaystyle K(\sin 45^{\circ })\approx K(0{,}707)\approx 1{,}854} oraz {\displaystyle T(90^{\circ })=7{,}416{\sqrt {\ell /g}}=1,18T_{0}.} Zaś dla {\displaystyle \theta _{0}=180^{\circ }} (wahadło wznosi się do pionu) mamy {\displaystyle K(\sin 90^{\circ })=K(1)=+\infty ;} stąd {\displaystyle T=+\infty } – wahadło wznosi się od najniższego położenia do pionu nieskończenie długo (tzw. ruch pełzający).

### Całka eliptyczna 2. rodzaju

#### Obwód elipsy
Obwód elipsy o półosiach {\displaystyle a,b} zadany jest przez całkę eliptyczną zupełną 2. rodzaju wzorem
{\displaystyle \ell =4a\,E{\big (}e{\big )},}
gdzie {\displaystyle e={\sqrt {a^{2}-b^{2}}}/a={\sqrt {1-(b/a)^{2}}}} – mimośród elipsy.
Np. dla {\displaystyle a=2} oraz {\displaystyle b=1} mimośród wynosi {\displaystyle e=0{,}866025.} Aby skorzystać z Tabeli całek (por. niżej) obliczamy kąt {\displaystyle \alpha =\arcsin(k),} przy czym {\displaystyle {\text{k}}\equiv e,} co daje {\displaystyle \alpha =\arcsin(0,866025)\approx 60^{\circ };} z tabeli odczytujemy {\displaystyle E(e)=1{,}2110560,} co daje obwód elipsy równy {\displaystyle l=9{,}688448.}

#### Łuk elipsy
(a) Łuk elipsy o półosiach {\displaystyle a,b,} ograniczony kątami {\displaystyle \alpha _{1},\alpha _{2},} mierzonymi od osi {\displaystyle OX} do punktów początkowego i końcowego łuku elipsy, jest zadany przez różnicę całek eliptycznych niezupełnych 2. rodzaju wzorem
{\displaystyle \ell (\alpha _{1},\alpha _{2})=a\,E(e,\psi _{2})-a\,E(e,\psi _{1}),}
gdzie: {\displaystyle \psi _{1}=\operatorname {arctg} \left({\frac {a}{b}}\operatorname {tg} (\alpha _{1})\right),} {\displaystyle \psi _{2}=\operatorname {arctg} \left({\frac {a}{b}}\operatorname {tg} (\alpha _{2})\right),} {\displaystyle e={\sqrt {1-(b/a)^{2}}}} – mimośród elipsy.
(Wartości parametrów {\displaystyle \psi _{1},\psi _{2},} którym odpowiadają katy {\displaystyle \phi _{1},\phi _{2}} ograniczające łuk elipsy, wynikają z równań parametrycznych elipsy.)
(b) Łuk elipsy o półosiach {\displaystyle a,b,} ograniczony kątami {\displaystyle \alpha _{1}=0,\alpha _{2},} mierzonymi od osi {\displaystyle OX} do punktów początkowego i końcowego łuku elipsy, jest zadany przez całkę eliptyczną niezupełną 2. rodzaju wzorem
{\displaystyle \ell (\alpha _{1}=0,\alpha _{2})=a\,E(e,\psi _{2}),}
gdzie {\displaystyle \psi _{2}=\operatorname {arctg} \left({\frac {a}{b}}\operatorname {tg} (\alpha _{2})\right).}

### Całka eliptyczna 3. rodzaju

#### Długość łuku południka
Długość łuku południka od równika do szerokości geograficznej {\displaystyle \psi } jest określona wzorem:
{\displaystyle d(\psi )=a(1-e^{2})\Pi (e^{2};e^{2},\psi )}
gdzie {\displaystyle a} jest główną osią elipsy, przechodzącej przez bieguny Ziemi, utworzonej z jej południków; {\displaystyle e} jest mimośrodem tej elipsy.

## Całki eliptyczne jako podklasa całek Abela
Całki tego rodzaju, w których za zmienną {\displaystyle y} podstawia się dowolną funkcję algebraiczną zmiennej {\displaystyle x,} taką że
{\displaystyle P(x,y)=0,}
gdzie {\displaystyle P(x,y)} jest wielomianem względem zmiennych {\displaystyle x} i {\displaystyle y,} nazywa się czasem całkami Abela. Całki eliptyczne są więc podklasą całek Abela.

## Funkcje eliptyczne, czyli funkcje odwrotne do całek eliptycznych

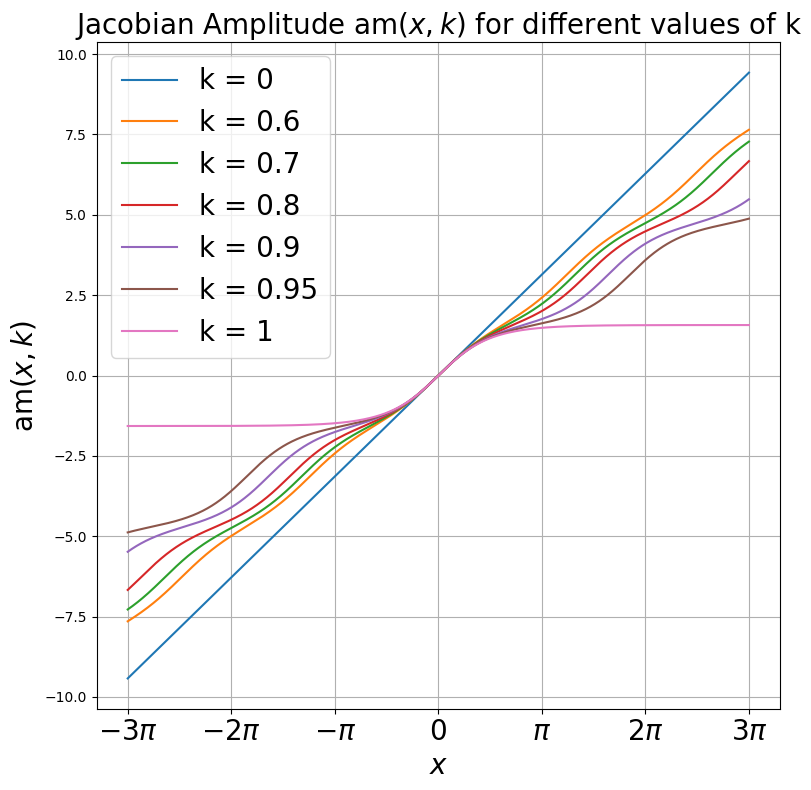
Funkcje amplitudy Jacobiego am(x, k) dla różnych wartości k.

Funkcje odwrotne do różnego typu całek eliptycznych noszą nazwę funkcji eliptycznych. W szczególności definiuje się funkcje odwrotne do całek eliptycznych niezupełnych {\displaystyle F(k,\psi ),} {\displaystyle E(k,\psi ),} {\displaystyle \Pi (n;k,\psi ).} Przy czym, aby istniała funkcja odwrotna konieczne jest ograniczenie danej funkcji do przedziału, w którym jest ona monotoniczna. (Jest to analogicznie jak przy definiowaniu funkcji cyklometrycznych, tj. odwrotnych do funkcji trygonometrycznych.)

### Funkcja amplitudy – funkcja odwrotna do całkiF(k,ψ){\displaystyle F(k,\psi )}
Całka eliptyczna niezupełna 1. rodzaju {\displaystyle u(k)=F(k,\psi )} jest funkcją rosnącą w całym zakresie liczb rzeczywistych, {\displaystyle \psi \in (-\infty ,+\infty )}, dla modułu {\displaystyle k\in <-1,1>}. Zbiorem wartości tej funkcji jest zbiór liczb rzeczywistych.
Z monotoniczności funkcji {\displaystyle u(k)=F(k,\psi )} wynika, że istnieje funkcja do niej odwrotna, tzw. funkcja amplitudy (funkcja amplitudy Jakobiego) {\displaystyle \psi (k)=am(k,u),} określona w całym zakresie {\displaystyle u\in (-\infty ,+\infty )} dla modułu {\displaystyle k} w przedziale {\displaystyle -1\leqslant k\leqslant 1.}
Uwaga 1: O rodzinie całek eliptycznych i funkcji odwrotnych
Funkcja {\displaystyle u=F(k,\psi )} jest funkcją zmiennej {\displaystyle \psi ,} zaś {\displaystyle k} jest stałą liczbą – oznacza to, że de facto mamy całą rodzinę funkcji i funkcji do nich odwrotnych dla różnych wartości {\displaystyle k,} {\displaystyle -1\leqslant k\leqslant 1.}
Uwaga 2: O symetrii wykresów funkcji wzajemnie odwrotnych
Z zamieszczonych  powyżej wykresów funkcji amplitudy o różnych wartościach k widać, że wykresy te są symetryczne względem prostej y = x do wykresów całek eliptycznych 1. rodzaju o tych samych wartościach k - tak jak jest to w ogólności dla wykresów funkcji wzajemnie odwrotnych. 

### Całka eliptyczna odwrotna do funkcji Weierstrassa
Przykładem innej całki eliptycznej jest funkcja zmiennej zespolonej {\displaystyle z} o parametrach {\displaystyle g_{2},g_{3}} wyrażona przez całkę
{\displaystyle z(w)=\int \limits _{w}^{\infty }{\frac {dt}{\sqrt {4t^{3}-g_{2}t-g_{3}}}}}
Funkcją odwrotną do niej jest funkcja eliptyczna Weierstrassa {\displaystyle \wp (z,g_{2},g_{3}).}

## Rozwinięcia całek eliptycznych w szereg
(1) Całka eliptyczna zupełna 1. rodzaju może być przedstawiona za pomocą szeregu:
{\displaystyle K(k)={\frac {\pi }{2}}\sum _{n=0}^{\infty }\left({\frac {(2n)!}{2^{2n}(n!)^{2}}}\right)^{2}k^{2n}={\frac {\pi }{2}}\sum _{n=0}^{\infty }{\big (}P_{2n}(0){\big )}^{2}k^{2n}}
gdzie {\displaystyle P_{2n}} wielomiany Legendre’a. W postaci rozwiniętej mamy:
{\displaystyle K(k)={\frac {\pi }{2}}\left(1+\left({\frac {1}{2}}\right)^{2}k^{2}+\left({\frac {1\cdot 3}{2\cdot 4}}\right)^{2}k^{4}+\ldots +\left({\frac {\left(2n-1\right)!!}{\left(2n\right)!!}}\right)^{2}k^{2n}+\ldots \right)}
gdzie {\displaystyle n!!} oznacza silnię podwójną.
(2) Całka eliptyczna drugiego rodzaju może być przedstawiona za pomocą szeregu:
{\displaystyle E(k)={\frac {\pi }{2}}\sum _{n=0}^{\infty }\left({\frac {(2n)!}{2^{2n}\left(n!\right)^{2}}}\right)^{2}{\frac {k^{2n}}{1-2n}},}
tj.
{\displaystyle E(k)={\frac {\pi }{2}}{\Big (}1-{\Big (}{\tfrac {1}{2}}{\Big )}^{2}{\tfrac {k^{2}}{1}}-\left({\tfrac {1\cdot 3}{2\cdot 4}}\right)^{2}{\tfrac {k^{4}}{3}}-\ldots -\left({\tfrac {(2n-1)!!}{(2n)!!}}\right)^{2}{\tfrac {k^{2n}}{2n-1}}-\ldots {\Big )}}

## Obliczenia numeryczne całek eliptycznych
Poniżej podano kod programu w C++ liczącego całki eliptyczne zupełne 2. rodzaju {\displaystyle E(k)} dla {\displaystyle \alpha =0^{\circ },1^{\circ },\dots ,90^{\circ },} gdzie {\displaystyle k=\sin \alpha .} Zastosowano tu prostą metodę całkowania numerycznego – metodę trapezów. Pomimo prostoty uzyskuje się dowolnie duże dokładności, przy odpowiednio dobranej liczbie podziałów przedziału całkowania. Szybciej zbieżne metody numeryczne wykorzystują np. rozwinięcia funkcji podcałkowej w szeregi (por. powyżej). 
```
/* Liczenie całek eliptycznych 2. rodzaju E(k) */

#include
 
<iostream>

#include
 
<iomanip>

#include
 
<cmath>

using
 
namespace
 
std
;

double
 
f
(
double
 
t
,
 
double
 
k
)

{

return
 
sqrt
(
1
-
k
*
k
*
sin
(
t
)
*
sin
(
t
));

}

int
 
main
()

{

   
double
 
t
,
 
h
,
 
trapez
,
 
pole
,
 
t1
,
t2
,
 
alfa
,
 
alfa_r
,
 
k
,
 
a
,
 
b
;

   
int
 
m
;

   
for
(
int
 
j
=
0
;
j
<=
90
;
j
++
)

   
{

       
alfa
=
j
;
 
//kąt w stopniach

       
alfa_r
 
=
 
M_PI
/
180
*
alfa
;

       
k
=
sin
(
alfa_r
);

       
t1
=
0
;
        
//wartość początkowa przedziału całkowania

       
t2
=
M_PI
/
2
;
   
//wartość końcowa przedziału całkowania

       
m
 
=
 
10000000
;
//Liczba podziałów przedziału całkowania

       
pole
 
=
 
0
;

       
h
 
=
 
(
t2
-
t1
)
/
m
;

       
t
=
t1
;

       
a
=
f
(
t
,
k
);

       
for
(
int
 
i
=
1
;
 
i
<=
m
;
 
i
++
)

       
{

           
b
=
f
(
t
+
h
,
k
);

           
trapez
 
=
 
(
a
+
b
)
*
h
/
2
;

           
pole
 
=
 
pole
 
+
 
trapez
;

           
t
=
t
+
h
;

           
a
=
b
;

       
}

       
cout
 
<<
 
setprecision
(
7
)
 
<<
 
fixed
;

       
cout
 
<<
 
" k="
<<
k
<<
"  alfa="
<<
alfa
<<
"'"
<<
"  całka E(k)="
 
<<
 
pole
 
<<
 
endl
;

    
}

   
return
 
0
;

}

```

Obliczenia numeryczne całek eliptycznych niezupełnych
(1) W celu obliczenia całki niezupełnej 2. rodzaju {\displaystyle E(k,\psi )} wystarczy w powyższym kodzie zmienić parametr t2 z wartości M_PI/2 (oznaczającego liczbę π/2) na odpowiednią wartość parametru {\displaystyle \psi } (linia 24 kodu).
(2) W celu obliczenia całki niezupełnej 1. rodzaju {\displaystyle F(k,\psi )} wystarczy zmienić wartość zwracaną przez funkcję na jej odwrotność (linia 10 kodu) oraz nadać wartość parametru {\displaystyle \psi } (linia 24 kodu).
(3) W celu obliczenia całki niezupełnej 3. rodzaju {\displaystyle \Pi (k,n,\psi )} wystarczy zmienić wartość zwracaną przez funkcję zgodnie z definicją funkcji podcałkowej tej całki (linia 10 kodu), podstawiając dodatkowo wartość parametru {\displaystyle n} oraz podstawić wartość parametru {\displaystyle \psi } (linia 24 kodu).

## Tabela wartości całek eliptycznych zupełnych K(k) i E(k)
Uwaga: Tutaj {\displaystyle {\text{k}}=\sin(\alpha )}
| α° | K(0)      | E(0)      |
| -- | --------- | --------- |
| 0° | 1,5707963 | 1,5707963 |

| α°  | K(k)      | E(k)      | α°  | K(k)      | E(k)      | α°  | K(k)      | E(k)      | α°  | K(k)      | E(k)      | α°  | K(k)      | E(k)      |
| --- | --------- | --------- | --- | --------- | --------- | --- | --------- | --------- | --- | --------- | --------- | --- | --------- | --------- |
| 1°  | 1,5709160 | 1,5706767 | 11° | 1,5853942 | 1,5563998 | 21° | 1,6252337 | 1,5190785 | 31° | 1,6941144 | 1,4607735 | 41° | 1,7992215 | 1,3848866 |
| 2°  | 1,5712750 | 1,5703179 | 12° | 1,5881972 | 1,5536809 | 22° | 1,6307291 | 1,5141469 | 32° | 1,7028359 | 1,4539078 | 42° | 1,8121599 | 1,3765043 |
| 3°  | 1,5718736 | 1,5697202 | 13° | 1,5912544 | 1,5507320 | 23° | 1,6365174 | 1,5090071 | 33° | 1,7119247 | 1,4468692 | 43° | 1,8256019 | 1,3679992 |
| 4°  | 1,5727124 | 1,5688837 | 14° | 1,5945683 | 1,5475546 | 24° | 1,6426041 | 1,5036621 | 34° | 1,7213908 | 1,4396621 | 44° | 1,8395667 | 1,3593770 |
| 5°  | 1,5737921 | 1,5678091 | 15° | 1,5981420 | 1,5441505 | 25° | 1,6489952 | 1,4981149 | 35° | 1,7312452 | 1,4322910 | 45° | 1,8540747 | 1,3506439 |
| 6°  | 1,5751136 | 1,5664968 | 16° | 1,6019785 | 1,5405216 | 26° | 1,6556969 | 1,4923687 | 36° | 1,7414992 | 1,4247603 | 46° | 1,8691475 | 1,3418061 |
| 7°  | 1,5766780 | 1,5649476 | 17° | 1,6060813 | 1,5366698 | 27° | 1,6627160 | 1,4864268 | 37° | 1,7521652 | 1,4170749 | 47° | 1,8848087 | 1,3328700 |
| 8°  | 1,5784866 | 1,5631622 | 18° | 1,6104542 | 1,5325973 | 28° | 1,6700594 | 1,4802927 | 38° | 1,7632562 | 1,4092397 | 48° | 1,9010830 | 1,3238422 |
| 9°  | 1,5805409 | 1,5611417 | 19° | 1,6151009 | 1,5283063 | 29° | 1,6777349 | 1,4739699 | 39° | 1,7747859 | 1,4012598 | 49° | 1,9179975 | 1,3147296 |
| 10° | 1,5828428 | 1,5588872 | 20° | 1,6200259 | 1,5237992 | 30° | 1,6857504 | 1,4674622 | 40° | 1,7867691 | 1,3931402 | 50° | 1,9355811 | 1,3055391 |

| α°  | K(k)      | E(k)      | α°  | K(k)      | E(k)      | α°  | K(k)      | E(k)      | α°  | K(k)                     | E(k)      |
| --- | --------- | --------- | --- | --------- | --------- | --- | --------- | --------- | --- | ------------------------ | --------- |
| 51° | 1,9538648 | 1,2962780 | 61° | 2,1842132 | 1,2015382 | 71° | 2,5507314 | 1,1096434 | 81° | 3,2553029                | 1,0337895 |
| 52° | 1,9728823 | 1,2869537 | 62° | 2,2131947 | 1,1920457 | 72° | 2,5998197 | 1,1010622 | 82° | 3,3698680                | 1,0278436 |
| 53° | 1,9926698 | 1,2775739 | 63° | 2,2435493 | 1,1825891 | 73° | 2,6521380 | 1,0926503 | 83° | 3,5004225                | 1,0223126 |
| 54° | 2,0132666 | 1,2681465 | 64° | 2,2753764 | 1,1731794 | 74° | 2,7080676 | 1,0844252 | 84° | 3,6518560                | 1,0172369 |
| 55° | 2,0347153 | 1,2586796 | 65° | 2,3087868 | 1,1638280 | 75° | 2,7680631 | 1,0764051 | 85° | 3,8317420                | 1,0126635 |
| 56° | 2,0570623 | 1,2491816 | 66° | 2,3439047 | 1,1545467 | 76° | 2,8326726 | 1,0686095 | 86° | 4,0527582                | 1,0086480 |
| 57° | 2,0803581 | 1,2396612 | 67° | 2,3808702 | 1,1453479 | 77° | 2,9025649 | 1,0610593 | 87° | 4,3386540                | 1,0052586 |
| 58° | 2,1046577 | 1,2301272 | 68° | 2,4198417 | 1,1362444 | 78° | 2,9785690 | 1,0537769 | 88° | 4,7427173                | 1,0025841 |
| 59° | 2,1300214 | 1,2205890 | 69° | 2,4609995 | 1,1272496 | 79° | 3,0617286 | 1,0467865 | 89° | 5,4349098                | 1,0007516 |
| 60° | 2,1565156 | 1,2110560 | 70° | 2,5045501 | 1,1183777 | 80° | 3,1533853 | 1,0401144 | 90° | {\displaystyle +\infty } | 1,0000000 |